# Pilot Grove (Missouri)
Pilot Grove – miasto w Stanach Zjednoczonych, w stanie Missouri, w hrabstwie Caldwell.